# 恒松隆慶

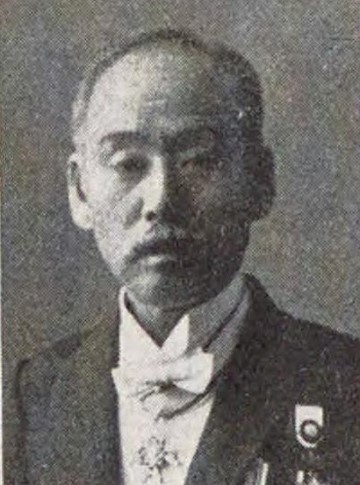
恒松隆慶

恒松 隆慶（つねまつ りゅうけい / たかよし、1853年6月17日（嘉永6年5月11日）- 1920年（大正9年）6月29日）は、日本の地主、政治家、実業家。衆議院議員。旧姓・楫野、幼名・鉄三郎。

## 経歴
石見国邇摩郡静間村（現島根県大田市）で、地主・楫野淳吉郎の三男として生まれ、慶応3年4月11日（1967年5月14日）に母の実家である安濃郡長久村の恒松家当主・六右衛門の養嗣子となる
。泉全斎、恒松圭山（愛軒）から漢学を学んだ。
17歳で野井村年寄役に就任。1872年（明治5年）鳥井村外八ケ村戸長に就任し、以後、地租改正収穫検査顧問惣代、山野改租顧問人、邇摩郡・安濃郡書記などを務めた。1881年（明治14年）島根県会議員となる。1882年（明治15年）小原鉄臣、佐々田懋らと石見立憲党を設立して、自由党系の自由民権運動を展開した。1883年（明治16年）6月、家督を相続し恒松家10代当主となる。1892年（明治25年）島根県会議員に再選され、1893年（明治26年）4月に副議長、1894年（明治27年）2月議長に就任した。その他、長久村会議員、安濃郡会議員、地方衛生委員、農事試験委員、勧業諮問委員、島根県徴兵参事員、水産連合会議所所長、島根県蚕糸協会幹事長、衛生会長、安濃郡農会長、日本赤十字社島根県支部幹事などを務めた。また、1897年（明治30年）安濃銀行を設立して監査役となり、石見銀行設立の発起人ともなり取締役に就任した。さらに簸上鉄道監査役も務めた。
1894年3月、第3回衆議院議員総選挙に島根県第4区から出馬して当選。その後第11回総選挙まで連続8回当選し、さらに第13回総選挙でも当選し、衆議院議員を通算10期務めた。立憲政友会に所属して、発会準備委員、院内主事、院内幹事、幹事、政務調査会理事を務めた。議会には多くの法案と建議案を提出し、山陰縦貫鉄道の開通、農水産業の振興に尽力した。

## 著作
- 述『北海道視察談話』黒津静、1897年。
- 述『公共的貯蓄に就て』恒松隆慶、1903年。
- 編『井戸明府』恒松隆慶、1911年。
- 編『贈従四位大国隆正』恒松隆慶、1916年。

## 親族
- 妻 ヤヱ（恒松与吉郎の娘、衆議院議員・恒松於菟二の叔母）[6]
- 養嗣子 嘉吉（旧姓・岩谷）[6]
- 長女 ケン（嘉吉の夫）[6]
- 孫 安夫（嘉吉・ケン夫妻の二男、島根県知事）[6]